# أنور الشقيري
أنور الشقيري (1908-1939) هو كاتب وطبيب فلسطيني، ولد في مدينة عكا، أنهى دراسة الطب وتخرج من الجامعة الأميركية في بيروت عام 1933، وهو من الأطباء القلائل في تلك الفترة، عاد إلى مدينته عكا وعمل طبيباً فيها، وكان يقوم بجولات طبية في القرى المحيطة بالمدينة لإعطاء اللقاحات الخاصة لمنع المرض. وكان يُعرف بطبيب الثوار والفقراء ويداوي جراحهم مجاناً. وقد وردت سيرته وشخصيته ضمن  «مسلسل التغريبة الفلسطينية».

## سيرته
وُلد أنور أسعد الشقيري في عام 1908. درس الإبتدائية والثانوية في عكا، ثم انتقل لبيروت للدراسة الجامعية. والده الشيخ أسعد الشقيري من مواليد مدينة عكا بفلسطين عام 1860، رحل إلى الأزهر عام 1875 وعُين رئيساً لمحكمة الإستئناف الشرعية في مدينة أضنة. ويشار أن أخوه أحمد أسعد الشقيري، أول رئيس لمنظمة التحرير الفلسطينية.
كان أنور وطنياً ومعارضاً لوجهة نظر ورأي والده، وكان يطالب بقطع العلاقة بالزمالة مع الأطباء اليهود. وقد طالب زملاءه العرب بعقد هيئة لمؤتمر عام للأطباء العرب لتحسين الحالة الصحية في البلاد ورفع مستوى مهنة الطبابة. كتب عدة مقالات في الصحف الفلسطينية تتعلق بتخصصه كطبيب، وكانت أهمها ما كتبه في جريدة الدفاع الصادرة في 15 مارس 1936 ضد الأطباء اليهود الذين يتظاهرون بالإنسانية واستغلال المرضى العرب.

## اغتياله
أغتيل هو والعديد من الفلسطينيين الأبرياء على يد المخابرات الصهيونية أو البريطانية من أجل إيقاع الشقاق وتعميق الخلافات بين الفلسطينيين وبالتالي إضعاف الثورة في عام 1939. وقد تكون هذه أولى عمليات الإغتيال الداخلية التي شهدتها فلسطين أبان الثورة الفلسطينية الكبرى (1936-1939). ويرى كثير من الباحثين ان استهداف خصوم أمين الحسيني من نخب متعلمة ومثقفة ساهم في إجهاض الثورة الكبرى. ولم تمرّ سنوات الحسم في نهاية الأربعينات دون حدوث إغتيالات داخلية في خضم الصراع الضاري مع العصابات الصهيونية التي نجحت في تأسيس الكيان الإسرائيلي.
وبحسب ما قاله والده: «تم استدعاء أنور ليلاً لمعالجة امرأة في حالة ولادة داخل دار بجانب فنار عكا وهناك كُمنَ له جناة وقتلوه رمياً بالرصاص».